# Province de Settsu
La province de Settsu (摂津国, Settsu no kuni), ou province de Tsu (津国, Tsu no kuni), ou encore Sesshū (摂州), était une province japonaise qui correspond, au XXe siècle, à la partie est de la préfecture de Hyōgo et à la partie nord de la préfecture d'Osaka.
Le centre de la province était Osaka et son château. Pendant la période Sengoku, le clan Miyoshi gouvernait la province et ses alentours (les provinces d'Izumi et de Kawachi), jusqu'à la conquête de celles-ci par Oda Nobunaga. Par la suite, ces provinces furent gouvernées par Toyotomi Hideyoshi. 